# Kratkovidnost
Kratkovidnost ili miopija (od grčke riječi μυωπία myopia, „kratkovidnost“)  predstavlja poremećaj lomljenja zraka u oku, u kojem, kad je akomodacija opuštena, paralelno usmjereno svjetlo proizvodi sliku ispred mrežnice, umjesto na mrežnici kako je to kod normalnog oka.
Ljudi s kratkovidnošću jasno vide bliske objekte, ali se udaljeniji objekti vide zamućeno. Očna jabučica kod kratkovidnih je preduga ili je rožnica preizbočena, pa su slike fokusirane u staklovini, unutar oka, umjesto na mrežnici, u stražnjem dijelu oka. Suprotan poremećaj od kratkovidnosti je hiperopija ili dalekovidnost – gdje je rožnica nedovoljno izbočene površine ili je oko prekratko.
Oftalmolozi i optometristi ispravljaju miopiju najčešće nošenjem korektivnih leća kakve su naočalne ili kontaktne leće, a može se također ispraviti i laserskom kirurgijom kakva je LASIK. Korektivne leće imaju negativnu optičku jakost (konkavne su, „minus“), što kompenzira pozitivnu dioptriju kratkovidnog oka. U nekim slučajevima pacijenti s niskim stupnjem kratkovidnosti upotrebljavaju naočale koje umjesto klasičnih leća imaju površinu punu rupica širine jednog milimetra. One djeluju na principu smanjenja zamućenog kruga koji se stvara na mrežnici.

## Klasifikacija
Kratkovidnost je klasificirana na različite načine.

### Prema etiologiji (uzroku)
Duke-Elder klasificirao je miopiju prema uzroku:
- Aksijalna kratkovidnost - ovdje kratkovidnost nastaje zbog povećane aksijalne (osne) duljine oka.
- Refrakcijska kratkovidnost - govori o stanju ostalih refrakcijskih dijelova oka. Borish je dalje subklasificirao refrakcijsku miopiju:
  - Kurvaturna kratkovidnost - nastaje zbog prejake zakrivljenosti jedne ili više refrakcijskih površina oka, obično rožnice. Kod osoba s Cohenovim sindromom, kratkovidnost se pojavljuje kao rezultat visoke lomne jakosti rožnice i leće.
  - Indeksna kratkovidnost – nastaje zbog prevelikog indeksa loma svjetlosti u jednom ili više prozirnih očnih medija.

### Prema kliničkoj slici
Različiti oblici kratkovidnosti mogu se klasificirati i prema kliničkoj slici.
- Jednostavna kratkovidnost je najučestalija. Kod nje je karakteristično to da je oko predugo za svoju optičku jakost (optička jakost oka jednaka je zbroju optičke jakosti rožnice i leće), ili je pak optički "prejako" za za svoju osnu duljinu. Smatra se da i genetski i okolinski činioci, osobito dugotrajan rad na blizinu, zajednički dopridonose razvoju jednostavne kratkovidnosti.
- Degenerativna kratkovidnost je poznata po nazivima maligna, patološka ili progresivna, te je karakterizirana promjenama na fundusu kao što je posteriorni stafilom udružen s visokom refrakternom pogreškom i subnormalnom oštrinom vida nakon korekcije. Ova vrsta kratkovidnosti s vremenom se sve više pogoršava. Degenerativna kratkovidnost je zabilježena kao jedan od glavnih uzroka oštećenja vida.
- Noćna kratkovidnost je stanje u kojem je vid otežan pri slabijem osvjetljenju i u sumraku, dok je danju vid normalan. Kod noćne kratkovidnosti fokusiranje slike varira ovisno o količini svjetla, pa je kod normalnog osvjetljenja slika izoštrenija, a što je osvjetljenje slabije, slika je zamućenija. Smatra se da je noćna kratkovidnost prouzrokovana time što je u sumraku zjenica šira da bi u oko moglo ući više svjetla, no đto je zjenica šira, to je jača i sferna aberacija, a slika mutnija. Kod kratkovidnih koji mnogo voze noću često je potrebno propisati malo jaču dioptriju. Noćna kratkovidnost češće pogađa mlađe nego starije.
- Pseudomiopija je zamućenje vida na daljinu prouzročeno spazmom cilijarnih mišića.
- Inducirana kratkovidnost, ili stečena kratkovidnost, nastaje zbog djelovanja raznih lijekova, povišene razine glukoze u krvi (a time i očnoj leći, pa leća jače lomi svjetlo, to jest, ima veću lomnu jakost), skleroze jezgre očne leće,  te nekih drugih poremećaja. Serklažne vrpce koje se kirurški ugrađuju zbog odignuća mrežnice mogu uzrokovati miopiju povećanjem aksijalne duljine oka (stezanje vrpce oko oka učini da se oko izdulji).
- Indeksna kratkovidnost nastaje zbog porasta indeksa refrakcije jednog ili više očnih medija. Najčešči uzrok indeksne kratkovidnosti je katarakta.
- Kratkovidnost zbog deprivacije oblika je tip kratkovidnosti koji se pojavljuje kad je gledanje onemogućeno ili ograničeno lošim osvjetljenjem ili malim područjem gledanja. Kod nižih vrsta kralježnjaka, čini se da je ova vrsta kratkovidnosti reverzibilna u kratkom vremenskom razdoblju. Često se takva kratkovidnost inducira kod raznih životinjskih modela kako bi se mogla proučavati patogeneza i mehanizam njenog razvoja.
- Prolazna kratkovidnost izazvana dugotrajnim radom na blizinu (Nearwork Induced Transient Myopia – NIMT) je prolazna kratkovidnost koja se javi u vrlo kratkom vremenskom razdoblju neposredno nakon gledanja na blizinu. Neki se autori prepiru oko veze između NIMT-a i razvoja trajne kratkovidnosti.

### Prema stupnju kratkovidnosti
Kratkovidnost se mjeri dioptrijama ovisno o optičkoj jakosti korekcijskih leća koje omogućavaju dobro fokusiranje slike na mrežnicu. 
- Niska kratkovidnost: -3.00 dpt. ili manje
- Srednje visoka kratkovidnost: između -3.00 i -6.00 dpt. Osobe sa srednje visokom kratkovidnošću češće imaju sindrom pigmentne disperzije ili pigmentni glaukom.
- Visoka kratkovidnost: od -6.00 dpt. ili više. Ljudi s visokom kratkovidnošću češće dobiju ablaciju mrežnice ili primarni glaukom otvorenog kuta. Češće primjećuju u svom vidnom polju lebdeće oblike nalik na pojedinačne ili skupine sjenki, a radi se o slobodno lebdećim kondenzatima staklovine. Visoku kratkovidnost ima oko 30% od ukupnog broja kratkovidnih.

### Prema dobi u kojoj se kratkovidnost javila
Kratkovidnost se nekad klasificira prema dobi u kojoj se pojavljuje:
- Kongenitalna ili infantilna kratkovidnost – javlja se nakon rođenja i traje kroz dječju dob.
- Juvenilna kratkovidnost (kratkovidnost u mlađoj životnoj dobi) - javlja se prije dvadesete godine života.
  - Školska kratkovidnost - javlja se tokom djetinjstva, osobito tokom školovanja. Naziv dolazi otud što se pojava ove vrste kratkovidnosti pripisuje dugom gledanju na blizinu za vrijeme učenja i školovanja.
- Kratkovidnost u odrasloj dobi dijeli se na 
  - Ranu odraslu miopiju, koja se pojavljuje između 20. i 40. godine života
  - Kasnu odraslu miopiju, koja se javlja nakon 40. godine.

## Teorije

### Kombinacija genetskih i okolišnih činilaca
U Kini, kratkovidnost je puno češća kod visoko obrazovanih ljudi. Neke provedene studije govore u prilog tome da učenje i čitanje mogu pogoršati vid uz samu genetsku predispoziciju. Druge studije su pokazale da takav rad (čitanje, računalne igre) možda nije uzrok pogoršanja kratkovidnosti. Genetska podložnost prema okolišnim faktorima je postavljena kao jedan odgovor na varijaciju težine kratkovidnosti među pojednicima i među populacijama, ali postoji razlike u mišljenjima dali uopće postoje. Nasljednost znači da različitost u određenoj populaciji u određenom vremenu je određen genetskom različitošću. U promjenama okoliša, kao primjer uvođenje televizora i računala, incidencija kratkovidnosti se promijenila, čak se i nasljedni činilac povećao. S druge strane možemo zaključiti da je kratkovidnost određena nasljedstvom. Neki ljudi imaju povećan rizik od progresije kratkovidnosti pri utjecaju modernih okolišnih činilaca kao što su čitanje i rad na računalu. S druge strane smatra se da kratkovidnost nije toliko genetski predisponirana, već reakcija na specifične okolišne činilace, ta reakcija je važna za nastup i progresiju kratkovidnosti.

### Genetski činioci
Šarolikost u prevalenciji kratkovidnosti u različitim etničkim skupinama prikazuje koliku ulogu ima genetika u njenom razvoju. Mjereći varijabilnost kratkovidnosti, genetika doprinosi do 89%, a novija istaživanja su pronašla gene koje bi mogli biti odgovorni za kratkovidnost: oštećeni PAX6 gen je povezan s kratkovidnošću u nekim studijama. Nadalje u studiji je dokazano da je oko malo produženo sprijeda prema natrag kao rezultat pogreške tijekom razvoja, tako da fokus ne pada na retinu već malo ispred nje. Ta pogreška obično se ustanovi kod djece između 8 i 12 godina. Obično se pogoršava tokom adolescencije jer oko tada raste, a kad dijete odraste se prestane pogoršavati. Genetski činioci mogu utjecati na različite biokemijske putove i tako utjecati na razvoj kratkovidnosti, oslabljeno vezivno tkivo je vrlo bitno u patofiziologiji kratkovidnosti. Genetski činioci uključuju nasljeđe, pojačavaju osjetljivost na okolišne utjecaje kao što je učestalo gledanje na blizinu (računalo). Činjenica je da neki ljudi ne razviju kratkovidnost bez obzira na vrlo nepovoljne okolišne uvjete znači da je genska komponenta itekako bitna.

### Okolišni činioci
Postoje mišljenja da genetski činioci nemaju nikakvog utjecaja kod kratkovidnosti. Također da zbog nasljednosti kratkovidnosti ne znači da okolišni činioci i stil života nemaju utjecaja. Neki preporučuju vježbanje oka za jačanje cilijarnih mišića. Neke teorije tumače kratkovidnost tako da oči tokom napornog rada na blizinu postanu napete i zaglave u bližoj poziciji, te vježbe oka omogućuju opuštanje mišića, te na taj način može se gledati na daljinu. Ovi primarno mehanički modeli čini se odstupaju od rezultata istraživanja koji pokazuju da širenje oka od naprijed prema natrag može biti uzrokovano kvalitetom slike s biokemijskim procesima kao aktivatorom. Zajedničko u oba slučaja je da rad na blizinu (računalo) i odgovarajuća akomodacija su ključni za početak i pogoršanje kratkovidnosti
Jedna austrijska studija pokazala je da čitanje blago produžuje osovinu oka, ali su to pripisali kontrakcijama cilijarnog mišića pri akomodaciji (proces kad se oku povećava moć da zadrži oštru sliku), a ne zbog napetosti vanjskih mišića oka.
Pretpostavka je da rad na blizinu i izlaganje umjetnom svijetlu u djetinjstvu okolišni činilac rizika za kratkovidnost. Iako su neke studije iznašle jaku vezu između izlaganja umjetnom svjetlu i kratkovidnosti, neke novije studije nisu našle nikakvu vezu između ta dva entiteta.

### Rad na blizinu
U jednim studijama rad na blizinu se smatra kao činilac koji doprinosi kratkovidnosti, međutim u drugima ga negiraju. Jedna novija studija predložila je da učenici budu izloženi radu na blizinu (čitanju) da mogu imati jači rizik za razvoj kratkovidnosti, dok su odmori od rada na blizinu za vrijeme zimskih i ljetnih praznika usporile razvoj kratkovidnosti. Rad na blizinu u pojednini kulturama (Vanuatu) ne pridonosi razvoju kratkovidnosti. Pretpostavlja se da to proizlazi kao rezultat genetskih ili okolišnih činilaca kao što su prehrana ili dugo prirodno svijetlo. Ove se promjene pojavljuju u Azijskim, Vanuatu i Eskimskim kulturama.

### Ishrana
Članak iz 2002. sugerira da kratkovidnost može biti uzrokovana prevelikom potrošnjom kruha u djetinjstvu i općenito ishranom bogatim ugljikohidratima što može dovesti do kroničnog povećanja produkcije inzulina. Razne druge komponente prehrane su odgovorne za dobrinos kratkovidnosti.

### Stres
Pretpostavka je da je stres faktor rizika za nastanak kratkovidnosti.

## Relevantna istraživanja
- Turska studija ustvrdila je da akomodativna konvergencija, prije nego akomodacija, mogla bi biti uzrok početka i napredovanja kratkovidnosti u odraslih.

- U nedavnoj Poljskoj studiji «with–the-rule astigmatizam» može dovesti do kratkovidnosti.

### Dalekovidnost i osveta za kratkovidnost
Mnogi ljudi koji pate od kratkovidnosti mogu bez naočala čitati čak i u dubokoj starosti. Kratkovidnim ljudima preporuča se kirurška obrada jer bi ona mogla biti hendikep nakon 40g. kad oči postaju dalekovidne i izgube mogućnost akomodacije i mijenjanja fokusa.

### Dijagnoza
Dijagnoza kratkovidnosti se obično utvrdi tokom očnog pregleda od strane oftalmologa ili optičara. Autorefraktor ili retinoskop se koristi za početnu procjenu o statusu refrakternosti pojedinog oka, zatim phoropterom se koristi za subjektivno poboljšavanje i time utvrđujemo dioptriju.

### Liječenje, zbrinjavanje i prevencija
Naočale, kontaktne leće i kirurški zahvat su mogućnosti liječenja glavnog simptoma – kratkovidnosti. Ortokeratologija je praksa koja koristi krute leće koje imaju zadaću poravnati rožnicu i na taj način smanjiti kratkovidnost.

### Očne vježbe i biološka povratna sprega
Praktikanti i zagovornici alternativnih terapija često preporučuju očne vježbe, te tehnike opuštanja, kao što je Batesova metoda. Međutim, djelotvornost ove prakse je osporavana od strane znanstvenika i oftalmologa. U 2005. u pregledima znanstvenih radova ustvrdilo se da nema nikakvog dokaza da očne vježbe koriste u liječenju kratkovidnosti.
1980.-ih i 1990.-ih postojao je golemi interes za primjenom biološke povratne sprege (biofeedback) kao mogućnost liječenja kratkovidnosti. 1997. g. članak o istraživanjima u primjeni energije zaključio je da «kontrolirane studije da potvrde ovu metodu su rijetke i kontradiktorne». U jednoj studiji je pokazano da bi primjena enegije mogla poboljšati vidnu oštrinu, i to treningom primjene energije. Takav napredak je specifičan za spravu kojom se mjerilo i ne može se generalizirati za druga mjerenja ili situacije. U drugoj studiji napredak u vidnoj oštrini je pronađen, ali autori su zaključili mogućnost da je to rezultat subjektivnog učenja zadatka. I na kraju, vrednovanjem sistema treninga koji je dizajniran da poboljša očnu oštrinu, dolazimo do zaključka da nema značajnih razlika između eksperimentalne i kontrolne grupe.

### Prevencija
Ne postoji nikakva univerzalna metoda koja bi prevenirala kratkovidnost. Uobičajena metoda prevencije je nošenje naočala za čitanje, kapi za oči i sudjelovanje u više aktivnosti na otvorenom. Neki kliničari i istraživači preporučuju nošenje konveksnih leća na naočalama za čitanje, dok se bave radom na blizinu ili čitaju umjesto klasičnih konkavnih leća koje se inače propisuju. Razlog zbog kojeg se koriste konveksne leće za prevenciju kratkovidnosti je jednostavan: konveksne leće pravilno lome konvergentno svjetlo za koje se koriste u naočale za čitanje kako bi se smanjila prekomjerna akomodacija dok se radi na blizinu ili se čita. Za ljude s dalekovidnošću te leće nemogu dovoljno blizu smjestiti fokus. Naočale za čitanje pomažu konvergirati zrake prije nego što uđu u oko te na taj način dopuniti onaj dio koji očna leća nema snage, zato su objekti u blizini jasno u fokusu na retini. Smanjivanjem napora za fokusiranje (akomodacija), korištenje naočala za čitanje ili konveksnih leća opuštaju cilijarni mišić i stoga se smanjuju šanse za razvoj kratkovidnosti. Jeftine i bez recepta naočale mogu se kupiti u svakoj trgovini mješovitom robom. Naočale za čitanje izrađene kod optičara imaju širi raspon mogućnosti i izbora leća. Nedavna Malezijska studija objavljena u New Scientist sugerira da nedovoljno korigirana kratkovidnost uzrokuje brži napredak kratkovidnosti, no ti su podatci dovedeni u pitanje. Mnoge studije koje se bave liječenjem kratkovidnosti imaju brojne nedostatke: mali broj pacjenata, nedostatak adekvatne kontrolne skupine, manjak skrivenih ispitivača i njihovo neznaje o tretmanu.
Pirenzepin kapi za oči imale su ograničen učinak na usporavanje napredovanja bolesti u nedavnom, placebo kontroliranom, dvoslijepom ispitivanju.

### Dnevno svjetlo
Rad na dnevnom svjetlu može spriječiti pojavu kratkovidnosti. Australski znanstvenici su dokazali da izloženost dnevnom svjetlu igra ključnu ulogu u smanjivanju rasta očne jabučice, koja je odgovorna za nastanak i pogoršanje kratkovidnost. Uspoređivali su djecu iz razvijenih zemalja kao što su Singapurska i Australska koja 2-3 sata dnevno provedu na otvorenom imaju povećane koncentracije dopamina u oku koje ograničavaju iskrivljavanje oblika oka.

### Kontrola kratkovidnosti
Iskušane su razne metode u suzbijanju pogoršanja kratkovidnosti. Korištenje naočala za čitanje može polučiti uspjeh u smanjivanju ili eliminiranju potrebu za akomodacijom. Izmjenjivanjem korištenja naočala za čitanje na poslu između punog radnog vremena, pola radnog vremena ili njihovo ne korištenje nije polučilo nikakve promjene u težini kratkovidnosti. Bifokalne i progresivne leće (koriste se za prezbiopiju) nisu pokazale značajne promjene u poboljšanja kratkovidnosti.
Posljednjih godina, laser niske radijacije opravdao je svoju korisnost u liječenju i prevenciji kratkovidnosti i nizu drugih očnih bolesti. Laserski uređaji za liječenje i prevenciju bolesti oka su razvili Moskovska firma «MACDEL» u suradnji s N.E. Bauman Moscow State Tehnical University (MSTU), Hemholz znanstveno istraživačkim institutom za bolesti oka, Moskovskim i nekoliko drugih medicinsko-tehnoloških istraživačkih centara u Rusiji. S laserima koje je predložila firma «MACDEL», uznapredovala kratkovidnost liječi se bez kontakta, bez boli i bez aktivnog sudjelovanja pacijenata. Jedan od tih lasera (MACDEL 00.00.09) usmjerava laserski snop na cilijarne mišiće, odstranjuje spazam uzrokovan akomodacijom, radi kojeg se pojavljuje kratkovidnost. Slaba laserska emisija drugog lasera ove firme (MACDEL 00.00.08) djeluje direktno na mrežnicu, poboljšava ishranu mrežnice i opušta očni živac. Oba tretmana traju nekoliko minuta, a ciklus liječenja se sastoji od deset takvih tretmana. Potrebno je ciklus ponavljati jednom mjesečno tokom nekoliko mjeseci, tada treba postupno ukidati ovaj tretman. Ova vrsta terapije učinkovita je ne samo kod terapije kratkovidnosti, već kod terapije razrokosti, astigmatizma i kod nekih drugih očnih bolesti.

## Kratkovidnost kao metafora
Pojmovi kratkovidnost i kratkovidan su metaforički pripisivani kognitivnom mišljenju u vezi s donošenjem odluka koje su ograničene, te da nemaju obzira o širem interesu i dugoročnim posljedicama.
|  | Molimo pročitajte upozorenje o korištenju medicinskih informacija. Ne provodite liječenje bez savjetovanja s liječnikom! |